# Ignatius Gronkowski
Pour les articles homonymes, voir Gronkowski.
Ignatius Gronkowski dit Iggy Gronkowski (né le 28 mars 1897 à Buffalo et mort dans cette même ville le 30 septembre 1981) est un cycliste professionnel américain.
Il a représenté les États-Unis aux Jeux olympiques d'été de 1924 à Paris. Il a détenu plusieurs records du monde.
Ses arrière-petits-fils Rob Gronkowski, Dan Gronkowski, Chris Gronkowski et Glenn Gronkowski sont également des sportifs professionnels.